# One True Thing
One True Thing (Brasil: Um Amor Verdadeiro / Portugal: Podia-te Acontecer) é um filme de drama estadunidense de 1998 dirigido por Carl Franklin. Conta a história de uma mulher que é forçada a colocar sua vida em espera, a fim de cuidar de sua mãe que está morrendo de câncer. Foi adaptado por Karen Croner do romance de Anna Quindlen. Meryl Streep, Renée Zellweger, William Hurt e Tom Everett Scott estão no elenco. Bette Midler canta a música principal, "My One True Friend", sobre os créditos finais. A faixa foi lançada pela primeira vez em 1998 no álbum Bathhouse Betty. Ele foi gravado em Morristown, Nova Jérsei, Maplewood, Nova Jérsei, assim como na Universidade de Princeton.
Foi lançado diretamente em vídeo no Brasil.

## Sinopse
A história passa entre 1987 e 1988. Ellen Gulden, a personagem principal, vê-se obrigada a deixar seu emprego como jornalista em Nova York para cuidar de sua mãe doente, a dona-de-casa Kate, após o aparecimento de um câncer. Assim, ela conhece os defeitos de seu pai, um célebre romancista e professor universitário que Ellen sempre idolatrara, e o valor de sua mãe, a qual sempre foi desprezada pela filha em razão de sua personalidade afável e romântica.

## Elenco
- Renée Zellweger como Ellen Gulden
- Meryl Streep como Kate Gulden
- William Hurt como George Gulden
- Tom Everett Scott como Brian Gulden
- Lauren Graham como Jules
- Nicky Katt como Jordan Belzer
- James Eckhouse como o fiscal de distrito

## Reception
O filme recebeu críticas favoráveis na maior parte dos críticos, site de revisão Rotten Tomatoes avaliou como 89% fresco. O site semelhante Metacritic lhe dá 63 pontos em uma escala de 100, significando "revisões geralmente favoráveis". Todd McCarthy de Variety chamou de "sensivelmente escrito, fluidamente dirigido e habilmente ágil". Roger Ebert, revendo o filme para a Chicago Sun-Times, elogiou-o para elevar acima do nível de uma soap opera através de pura habilidade. Ele concedeu o filme três estrelas de quatro.
Mick LaSalle no San Francisco Chronicle, declarou: "Depois de 'One True Thing', os críticos que persistem na ficção de que Streep é uma atriz fria e técnica vão precisar de ter a cabeça examinada. Ela é tão instintiva e natural - tão completamente no momento e operando em voos de inspiração - que ela é capaz de nos dar uma mulher que é ao mesmo tempo descontroladamente idiossincrática e totalmente crível". Crítico de cinema Kenneth Turan do Los Angeles Times observou que o papel de Streep "é um dos menos conscientemente dramáticos e superfície vistosa de sua carreira, mas Streep adiciona um nível de honestidade e da realidade que faz com que [o seu desempenho] um de seus mais comoventes." Entre os poucos comentários negativos, Andrew O'Hehir do Salon.com reclamamou que o filme "realmente não tem enredo", e encontrou o diretor Carl Franklin incapaz de se conectar corretamente com seu elenco.
Streep foi indicada para o Oscar de Melhor Atriz por sua atuação no filme, mas perdeu para Gwyneth Paltrow por seu papel em Shakespeare in Love.